# Ben 10: Ultimate Alien
A Ben 10: Ultimate Alien 2010 és 2012 között vetített amerikai televíziós rajzfilmsorozat, amely a Cartoon Network Ben 10-univerzumának harmadik sorozata. A Cartoon Network Upfront 2009-ben jelentették be az újabb sorozatot, a Ben 10: Ultimate Alient, amit 2010. április 23-án mutatták be Amerikában a Ben 10 és az idegen erők fináléja után és 2012. március 31-én ért véget. Az Ultimate Alien cím nyilvánosságra hozatala előtt a sorozat Ben 10: Evolúció néven futott. Magyarországon 2011 elején mutatták be.

## Cselekmény
Ben ellensége, Albedo, aki Bennek adta ki magát, készített egy saját "órát", amit Ultimátrixnak nevezett el. Vilgax-szal szövetkezik, hogy Vilgax legyőzze Bent, cserébe ő megkapja az Omnitrixet. Vilgax végül csapdába csalja mindkettőjüket, megszerzi Ben óráját és megtartja magának. Ezután Ben kiszabadítja az ikertestvérét cserébe az Ultimátrixért. Az új eszköz nem gyenge, ugyanazt az adatbázist használja, mint a régi, de van egy új funkciója, Ben az adott idegenek végső (ultimate) alakját is magára tudja ölteni...

## Szereplők

### Főszereplők
Ben Tennyson
Át tudja alakítani egyes lényeit ultimate lényekké vagyis jobb változatokká.
Gwen Tennyson
Segít Bennek a legfőbb harcokban. Magyar hangját Dögei Éva kölcsönzi.
Kevin E. Levin
Le tud szívni bármilyen tárgyat, majd ennek erősítésére formálja kezeit.

### Fő ellenségek
Aggregor
A legfőbb ellenség, aki a Ben 10 Ultimate Alien c. sorozatban leszívja Ben legújabb idegenjeinek megszerzett DNS-eit (ezek: Vizigót, Erőgép, Medúza, KaróFúró, Bugócsiga) így nagy erőre tesz szert és átváltozik Ultimate Aggregorrá. A magyar szinkronban néha aggregátornak szólítják.
Ultimate Kevin
Leszívja az Ultimatrix erejét azért, hogy segítsen Bennek megállítani Ultimate Aggregort, mikor legyőzi maga is gonosszá alakul és ismét Ben ellensége lesz.
Kobra
Egy különleges démon egy másik világból akit az "Első Lovag" zárt be.
Öreg Gyurka
Az "Első Lovag". Az elején nem szólal meg the a "The Purge" című részben ő irányítja majd a Lovagokat.
Albedo
A "Dupla vagy semmi" című részben visszatér ám agy kicsit meglepi a csapatot. Egy színházban rendezi meg a "Ben 10 Live" azaz "Ben 10 Élőben"-t Bennek beöltözve, igazi idegen "színészekkel". Mikor a csapat meglátja ezt a hírekbe azonnal ki akarják deríteni mi történik. Állítólag egy későbbi epizódban még visszatér, és megtudhatunk valamennyit a múltjáról. Később a "The Night of the Living Nightmare" című részben ismét visszatér. Ezúttal egy medúzaszerű "Álomevő"-vel "támad.

### Idegenek
Óriásszaurusz (Humungousaur)
Egy normálisan 7-8 méteres barna ember-dinoszaurusz keverék a viasszaurusz fajtából. Szuper erős és képes 16-20 méteresre nőni.
Ultimate Óriásszaurusz (Ultimate Humungousaur)
8-9 méter magas zöld lény érdekes szarvakkal. Óriásszaurusz kiterjesztett végső formája. Szuper erős, képes 36-40 méteresre nőni és a kezeiből képes ágyút formázni.
Nagyfagy (Big Chill)
Embermagasságú, kék-fekete bőrű, hosszú pillangószárnyú, csápokkal ellátott és nagy szemű nelrofriggiai lény. Képes fagyasztó ködöt létrehozni és átsuhanni a falakon.
Ultimate Nagyfagy (Ultimate Big Chill)
Nagyfagy kiterjesztett végső formája. Vörös-fekete bőre van és nagyon hasonlít Nagyfagyra. Képes jéglángokat szórni és átsuhanni a falakon.
Echo Echo
40 centiméter magas, fehér, DNS-sel ellátott, szilikonból készült élő robot. A sonorosiai faj tagja. Képes ultrahangot létrehozni és osztódni.
Ultimate Echo Echo
Embermagas kék robot. Echo Echo kiterjesztett végső formája. Képes osztódó, erős, repülő és hangos lemezeket gyártani és repülni.
Láplövő (Swampfire)
Embermagasságú, zöld növényi idegen. A methanosiai faj tagja. Képes tüzet lőni, irányítani és létrehozni növényeket és visszanöveszteni a testrészeit.
Ultimate Láplövő (Ultimate Swampfire)
Embermagas, kék-barna növényi idegen. Láplövő kiterjesztett végső formája. Képes robbanó tűzbombákat lőni, irányítani és létrehozni erős növényeket és visszanöveszteni a testrészeit.
Majompók (Spidermonkey)
Egyméteres kék, négykarú- és szemű, majomra emlékeztető külsejű lény. Az arachnichimp faj tagja.Képes selyemhálót lőni és falra mászni.
Ultimate Majompók (Ultimate Spidermonkey)
Kétméteres (póklábaival együtt négyméteres), sötétlila, négylábú (póklábaival együtt nyolclábú), hatszemű és gorillára emlékeztető formájú lény. Majompók kiterjesztett végső formája. Szuper erős és képes selyemhálót lőni, falra mászni.
Ágyúgolyó (Cannonbolt)
Embermagas, fehér bőrű, narancssárga páncélú és széles arcú lény. Az arburian pelarota faj tagja. Páncélozott héja részlegesen megvédi a támadásoktól és képes narancsszínű guruló golyóvá változni.
Ultimate Ágyúgolyó (Ultimate Cannonbolt)
Embermagas, szürke bőrű, sötétszürke páncélú és széles arcú lény. Ágyúgolyó kiterjesztett végső formája. Vastag, tüskés páncélja megvédi a támadásoktól és képes szürke, tüskés guruló golyóvá változni.
Hólyag (Goop)
Kétméteres, zöld és folyékony lény. Egy mesterséges Anti gravitációs elosztólemez segítségével tud mozogni. Képes bárhova elfolyni és marósavat fröcskölni.
Kromakő (Chromastone)
Kétméteres, sötétlila-pink színű, egyszemű lény. Képes energiát elnyelni és azt lézerré alakítani. Szinte teljesen sebezhetetlen.
Észlény (Brainstorm)
Kutyaméretű, rozsdaszínű, rákra emlékeztető formájú lény. Koponyája felnyitható. Képes agyával elektromos villámokat szórni és ha elég erősen koncentrál, képes tárgyakat emelni a képzeletével. Szuper intelligens.
Sugárrája (Jetray)
Embermagas, vörös, sárga maszkú repülő lény. Képes szemével lézersugarat lőni, tud repülni és úszni.
X-lény (Alien X)
Embermagas, fekete, ember alakú, háromszarvú lény. Bőrén égboltmetszet található. A világegyetemen kívüli helyen él egy csillagködben. Bármire képes, viszont ehhez meg kell győznie Serenát és Belliciust arról, hogy miért kell neki az erő. Amíg ez nem történik meg, addig meditációs állapotba kerül.
Picuri (Nanomech)
Egy centiméteres, egyszemű és szürke lény. A nanomechiai faj tagja. Egy robot. Képes akár 1 nanométeresre is összehúzódni, repülni és energiavillámokat szórni.
Óriás (Way Big)
150 méteres, vörös-fehér lény. Képes bármekkorára megnőni és lézersugarakat lőni. Szupersebességgel rendelkezik ("The Widening Gyre")
Ultimate Óriás (Ultimate Way Big)
Óriás tovább fejlesztett változata, van még két szarv a fején, egy egy helyen fehér helyett kék szín van rajta, képességei ugyanazok mint Óriásnak, az eddig felfedett plusz képessége a lebegés.
Frász (Rath)
Tigrisére emlékeztető mintázatú, farkas-tigris-ember keverék. Rendkívül buta, agresszív és erős lény. Az Appoplexian faj tagja. Karmaival bármit át tud vágni.
Sarkcsillag (Lodestar)
Kétméteres, sárga-fekete-szürke lény. A biosovortiai faj tagja. Mágneses erejének köszönhetően képes fémeket vonzani és ha szétesik, darabjai újra összeállnak.
Medúza (Ampfibian)
Egyméteres, kék-fehér, medúzáéra emlékeztető formájú lény. Az amperi faj tagja. Képes repülni, gyorsan úszni, energiapajzsot létrehozni és elektromos bombákat lőni.
Vizigót (Water Hazard)
Embermagas vörös-fekete lény. Az orishai faj tagja. Kőkemény páncélja van, ami megvédi a támadásoktól. Képes vízostort létrehozni.
Búgócsiga (Terraspin)
Embermagas, sárga-zöld teknősbéka. A geochelone aerio faj tagja. Képes repülni és szelet gerjeszteni. Immunis Gwen mannájára.
Karófúró (ArmoDrillo)
Kétméteres, sárga páncélú, ember-egér keverék. A talpaedai faj tagja. Szuper erős és képes alagutat fúrni, földrengést kelteni.
Erőgép (NRG)
Vörös, fénylő, radioaktív és zöld kényszerzubbonyt viselő lény. A prypiatosian-B faj tagja. Képes lézert lőni és bármit elolvasztani.
Gyémántfej (Diamondhead)
Gyémánttestű lény. A petrosapien faj tagja. Sebezhetetlen, képes kézét pengévé alakítani és gyémántokat lőni.
Csupakar (Fourarms)
Vörös, négykarú lény. A tetramand faj tagja. Szuper erős.
Vadorzó (Wildmutt)
Narancsszínű, szem nélküli lény. A vulpimancer faj tagja. Hőlátása van, kitűnő szaglása. Nagyon mozgékony és képes tüskéket kilőni a hátából.
Ultimate Vadorzó (Ultimate Wildmutt)
Vörös-fehér, szem nélküli lény. Vadorzó kiterjesztett végső formája. Képes a beszédre, és sokkal agresszívabb elődjénél.
Penge (Ripjaws)
Fehér bőrű, halra emlékeztető formájú lény. A piscciss volann faj tagja. Kevés ideig bírja víz nélkül. Lábát farokúszóvá tudja alakítani és segítségével gyorsan tud úszni. Körmei és fogai rendkívül erősek.
Lánglovag (Heatblast)
Sárga-vörös színű, lángoló lény. A pironyte faj tagja. Képes tűzgolyókat lőni, tüzet elnyelni és repülni.
Böffencs/Hányás (Uphuck)
Zöld-sárga színű, kicsi idegen. A gourmand faj tagja. Képes bármit megenni, a gyomrában átalakítani lézeres lövedékké, és azt kiböfögni.
Sarkigyík (ArticQuana)
A "Ben 10.000 visszatér" című részben szerepelt.
Időgép (Clockwork)
Egy robot páncélt viselő idegen időutazó képességekkel.
Gyorsjárat (FastTrack)
Egy kék és fekete színű idegen szuper sebességgel. Erősebb elődjénél, Villámmanónál.
Egyszarvú (Eatle)
Egy orrszarvúbogár-szerű lény. Képessége ugyanolyan, mint Böffencsé, csak ő a szarvából lövi a lézert, és csak akkor nyitja ki a száját amikor eszik.
SokkSquatch (ShockSquatch)
A "Ben 10 és Generátor Rex: Egyesült hősök" című különkiadásban szerepel. Képessége, hogy áramot lő.
Meti-REX kombináció (Upgrade-REX)
A speciális epizódban összekeveredik Rex-szel, hogy egy szuper erős páncélt hozzanak létre.
Meti
A rég ismert elektromos dolgokat irányító lény, a speciális epizódban tűnik újra fel. Később visszatér egy epizód során.
Túlzás(Ben adta ezt a nevet neki)/KamÉlien(ChamAlien) (Eredeti magyar neve még nem ismert.)
Látszólag 3 szeme van, szürkés-lilás, nyúlós és alacsony. Képességei: Gyors, láthatatlanná tud válni, megtapad akármin. Ben szkennelte be.
G-nóm (Jury Rigg)
Kis goblin-ördög szerű lény. Képessége hogy akármit hipergyorsan tönkretesz, de ugyanolyan gyorsan meg is tudja javítani. Legnagyobb gyengesége, hogy erős kényszere van a zúzásra. Amikor összetör valamit egész végig azt hajtogatja hogy: "break, break" azaz "rombol, rombol" és amikor javít: "fix, fix, fix" vagyis "javít, javít, javít".
Villámmanó
Egyszer volt használva a jól kedvelt idegen és akkor is csak a speciális epizódban. Nem szólalt meg, de kinézete alapján látszódott rajta, hogy nagyobb mint volt.

## Epizódok
| Magyar bemutató | #  | Magyar cím                              | Angol cím                             |
| --------------- | -- | --------------------------------------- | ------------------------------------- |
|                 |    |                                         |                                       |
| ELSŐ ÉVAD       |    |                                         |                                       |
|                 |    |                                         |                                       |
| 2011.03.12      | 01 | A hírnév                                | Fame                                  |
|                 |    |                                         |                                       |
| 2011.03.23      | 02 | Lóvá téve                               | Duped                                 |
|                 |    |                                         |                                       |
| 2011.03.30      | 03 | Ott csapj le, ahol élnek                | Hit 'em Where They Live               |
|                 |    |                                         |                                       |
| 2011.04.06      | 04 | Videojátékok                            | Video Games                           |
|                 |    |                                         |                                       |
| 2011.04.13      | 05 | Menekülés az Aggregátor elől            | Escape From Aggregor                  |
|                 |    |                                         |                                       |
| 2011.04.20      | 06 | Túl jó, hogy kihagyd                    | Too Hot To Handle                     |
|                 |    |                                         |                                       |
| 2011.04.27      | 07 | Andreas hibája                          | Andreas’ Fault                        |
|                 |    |                                         |                                       |
| 2011.05.04      | 08 | Összeolvadva                            | Fused                                 |
|                 |    |                                         |                                       |
| 2011.05.11      | 09 | Hős idő                                 | Hero Time                             |
|                 |    |                                         |                                       |
| 2011.05.18      | 10 | Ultimate Aggregor                       | Ultimate Aggregor                     |
|                 |    |                                         |                                       |
| 2011.05.25      | 11 | A végtelenség térképe                   | Map of Infinity                       |
|                 |    |                                         |                                       |
| 2011.06.01      | 12 | A dicsőség visszaüt                     | Reflected Glory                       |
|                 |    |                                         |                                       |
| 2011.06.08      | 13 | Mélység                                 | Deep                                  |
|                 |    |                                         |                                       |
| 2011.06.15      | 14 | Ahol a varázslat történik               | Where the Magic Happens               |
|                 |    |                                         |                                       |
| 2011.06.22      | 15 | Perplaxhahedron                         | Perplexhahedron                       |
|                 |    |                                         |                                       |
| 2011.06.29      | 16 | A teremtés műhelye                      | The Forge Of Creation                 |
|                 |    |                                         |                                       |
| 2011.07.06      | 17 | Vassal sem lehet bezárni a kalitkába    | Not Iron Bars A Cage                  |
|                 |    |                                         |                                       |
| 2011.07.13      | 18 | Az ellenségem ellensége                 | The Enemy of My Enemy                 |
|                 |    |                                         |                                       |
| 2011.07.20      | 19 | Abszolút erő                            | Absolute Power                        |
| 2011.07.27      | 20 | Abszolút erő                            | Absolute Power                        |
|                 |    |                                         |                                       |
| MÁSODIK ÉVAD    |    |                                         |                                       |
|                 |    |                                         |                                       |
| 2011.09.07      | 21 | Eunice teljes átalakulása               | The Transmogrification of Eunice      |
|                 |    |                                         |                                       |
| 2011.09.14      | 22 | A tanú szeme                            | Eye of the Beholder                   |
|                 |    |                                         |                                       |
| 2011.09.21      | 23 | Viktor: A levedlett bőr                 | Viktor: The Spoils                    |
|                 |    |                                         |                                       |
| 2011.09.28      | 24 | A nagy sztori                           | The Big Story                         |
|                 |    |                                         |                                       |
| 2011.10.05      | 25 | Lányos gond                             | Girl Trouble                          |
|                 |    |                                         |                                       |
| 2011.10.12      | 26 | A raj bosszúja                          | Revenge of the Swarm                  |
|                 |    |                                         |                                       |
| 2011.10.26      | 27 | A lent lakó szörny                      | The Creature From Beyond              |
|                 |    |                                         |                                       |
| 2011.11.02      | 28 | Alapkiképzés                            | Basic Training                        |
|                 |    |                                         |                                       |
| 2011.11.09      | 29 | Nem könnyű Gwennek                      | It's Not Easy Being Gwen              |
|                 |    |                                         |                                       |
| 2011.10.19      | 30 | Ben 10000 visszatér                     | Ben 10,000 Returns                    |
|                 |    |                                         |                                       |
|                 | 31 | Holdkóros                               | Moonstruck                            |
|                 |    |                                         |                                       |
|                 | 32 | A 775-ös rab eltűnt                     | Prisoner #775 Is Missing              |
|                 |    |                                         |                                       |
|                 | 33 | A purgatórium                           | The Purge                             |
|                 |    |                                         |                                       |
| 2011.10.19      | 34 | Simian azt mondja                       | Simian Says                           |
|                 |    |                                         |                                       |
|                 | 35 | Üdvözlet a Techadon-ról                 | Greetings From Techadon               |
|                 |    |                                         |                                       |
|                 | 36 | A Láng őrzőinek köre                    | The Flame Keeper's Circle             |
|                 |    |                                         |                                       |
|                 | 37 | Mindent vagy semmit                     | Double or Nothing                     |
|                 |    |                                         |                                       |
|                 | 38 | A tökéletes barátnő                     | The Perfect Girlfriend                |
|                 |    |                                         |                                       |
| 2012.05.02      | 39 | A végső áldozat                         | The Ultimate Sacrifice                |
|                 |    |                                         |                                       |
| 2012.05.09      | 40 | Megesz a szemét                         | The Widening Gyre                     |
|                 |    |                                         |                                       |
| 2011.10.19      | 41 | A Vreedle fivérek anyja                 | The Mother of all Vreedles            |
|                 |    |                                         |                                       |
|                 | 42 | Egy igazi lovag                         | A Knight To Remember                  |
|                 |    |                                         |                                       |
|                 | 43 | Magányos sorakozó                       | Solitary Alignment                    |
|                 |    |                                         |                                       |
|                 | 44 | A 13-as számú nyomozó                   | Inspector #13/Inspector Number 13     |
|                 |    |                                         |                                       |
|                 | 45 | Riválisom ellensége                     | The Enemy of my Frenemy               |
|                 |    |                                         |                                       |
|                 | 46 | Párok visszavonulása                    | Couples Retreat                       |
|                 |    |                                         |                                       |
| 2012.07.04      | 47 | Kapj el egy hullócsillagot!             | Catch a Falling Star                  |
|                 |    |                                         |                                       |
|                 | 48 | A tojásárus                             | The Eggman Cometh                     |
|                 |    |                                         |                                       |
|                 | 49 | Egy valódi rémálom éjszakája            | Night of the Living Nightmare         |
|                 |    |                                         |                                       |
|                 | 50 | A Vég kezdete                           | The Beginning of the End              |
|                 |    |                                         |                                       |
|                 | 51 | A legnagyobb ellenség                   | The Ultimate Enemy                    |
|                 | 52 | A legnagyobb ellenség                   | The Ultimate Enemy                    |
|                 |    |                                         |                                       |
| KÜLÖNLEGES RÉSZ |    |                                         |                                       |
| 2012.11.10      | 53 | Ben 10 és Generátor Rex: Egyesült hősök | Ben 10 / Generator Rex: Heroes United |
|                 |    |                                         |                                       |

## Szereplők

### Főszereplők
| Szereplő                      | Eredeti hang   | Magyar hang     |
| ----------------------------- | -------------- | --------------- |
| Benjamin Kirby "Ben" Tennyson | Yuri Lowenthal | Markovics Tamás |
| Gwendolyn "Gwen" Tennyson     | Ashley Johnson | Dögei Éva       |
| Kevin Ethan Levin             | Greg Cipes     | Kováts Dániel   |

### Visszatérő szereplők
| Szereplő                                                               | Eredeti hang         | Magyar hang                                                          |
| ---------------------------------------------------------------------- | -------------------- | -------------------------------------------------------------------- |
| Maxwell "Max" Tennyson                                                 | Paul Eiding          | Szersén Gyula                                                        |
| Julie Yamamoto                                                         | Vyvan Pham           | Bogdányi Titanilla                                                   |
| Azmuth                                                                 | Jeff Bennett         | Szokol Péter                                                         |
| Paradox professzor                                                     | David McCallum       | Dézsy Szabó Gábor                                                    |
| Eunice / Unitrix                                                       | Molly C. Quinn       | Kántor Kitty                                                         |
| Michael Hajnalcsillag / Sötét Csillag (Michael Morningstar / Darkstar) | Will Wheaton         | Stukovszky Tamás                                                     |
| Cooper                                                                 | Chris Pratt          | Szalay Csongor                                                       |
| Aggregor / Aggregátor                                                  | John DiMaggio        | Végh Ferenc (1x01. rész) Albert Péter (1x05-16. rész)                |
| Dagon                                                                  | John DiMaggio        | Szűcs Sándor                                                         |
| Galapagus                                                              | John DiMaggio        | Szűcs Sándor                                                         |
| Rozum ezredes (Colonel Rozum)                                          | John DiMaggio        | Megyeri János (1x01. rész) Szokolay Ottó (1x10. 2x11. és 2x20. rész) |
| Will Harangue / Harang Will                                            | John DiMaggio        | Juhász Zoltán                                                        |
| Vulkanus                                                               | John DiMaggio        | Faragó András                                                        |
| Octagon Vreedle                                                        | John DiMaggio        | Varga Tamás                                                          |
| Rhomboid Vreedle                                                       | Rob Paulsen          | Bartucz Attila                                                       |
| Psyphon                                                                | Dee Bradley Baker    | Haás Vander Péter (2x31-32. rész)                                    |
| Bivalvan / Bivaly                                                      | Dee Bradley Baker    | Vass Gábor                                                           |
| P'Andor                                                                | Dee Bradley Baker    | Szinovál Gyula                                                       |
| Ra'ad                                                                  | Dee Bradley Baker    |                                                                      |
| Andreas                                                                | Dee Bradley Baker    |                                                                      |
| HétHét                                                                 | Dee Bradley Baker    |                                                                      |
| Dr. Aloysius James Animo                                               | Dwight Schultz       | Várday Zoltán                                                        |
| Argit                                                                  | Alexander Polinsky   | Láng Balázs                                                          |
| Bűbájosztó                                                             | Kari Wahlgern        | Bognár Anna                                                          |
| Cash Murray                                                            | Matt Levin           | Sörös Miklós                                                         |
| J.T.                                                                   | Scott Menville       | Renácz Zoltán (1x12. rész)                                           |
| Jimmy Jones, blogger                                                   | Scott Menville       | Pál Dániel Máté                                                      |
| Carl Nesmith / Nemezis kapitány (Captain Nemesis)                      | Christopher McDonald | Rosta Sándor                                                         |
| Jennifer Nocturne                                                      | Tara Platt           | Kiss Virág (1x09. rész) Hámori Eszter (2x27. rész)                   |
| Elena Valadis                                                          | Tia Texada           | Kiss Virág                                                           |
| Verdona                                                                | Juliet Landau        | Kassai Ilona (2x05. rész) Madarász Éva (2x11. rész)                  |
| Natalie Tennyson, Gwen édesanyja                                       | Juliet Landau        |                                                                      |
| Sir Cyrus                                                              | Robin Atkin Downes   |                                                                      |
| Winston                                                                | Patrick Cavanaugh    | Seres Dániel                                                         |
| Driscoll                                                               | Richard Doyle        | Galbenisz Tomasz                                                     |
| Albedo                                                                 | Yuri Lowenthal       |                                                                      |
| György lovag / Öreg Gyurka (Sir George / Old George)                   | Peter Renaday        | Megyeri János                                                        |
| Vilgax                                                                 | James Remar          | Hankó Viktor                                                         |

### Epizódszereplők
| Szereplő                                    | Eredeti hang             | Magyar hang      |
| ------------------------------------------- | ------------------------ | ---------------- |
| Urien                                       | Jim Piddock              | Kassai Károly    |
| Sandra Tennyson                             | Beth Littleford          |                  |
| Carl Tennyson                               | Yuri Lowenthal           |                  |
| Synthroid                                   | Yuri Lowenthal           |                  |
| Erin barátja, tag a Láng őrzőinek körében   | Yuri Lowenthal           |                  |
| Rojo                                        | Kari Wahlgern            | Nádasi Veronika  |
| Zombozo                                     | John DiMaggio            | Fazekas István   |
| Addwaitya                                   | John DiMaggio            | Koncz István     |
| Spellbinder                                 | John DiMaggio            |                  |
| Coronach szerelő-magiszter                  | John DiMaggio            | Vass Gábor       |
| Edwards, a Láng őrzőinek körének vezetője   | John DiMaggio            |                  |
| Swamps, Láplövőt eljátszó idegen színész    | John DiMaggio            |                  |
| Szemétszörny                                | John DiMaggio            |                  |
| Cerntur Squaar                              | John DiMaggio            |                  |
| Oliver Thompson                             | Peter MacNicol           |                  |
| Mr. Webb                                    | Peter MacNicol           |                  |
| Gilhil szerelő-magiszter                    | J. K. Simmons            | Fehér Péter      |
| Hammer                                      | Fred Tatasciore          |                  |
| Surgeon                                     | Fred Tatasciore          |                  |
| Quince, rab a Null űrben                    | Fred Tatasciore          |                  |
| Strabismus                                  | Fred Tatasciore          |                  |
| Sir Dagonet                                 | Greg Ellis               |                  |
| Chet Rigby                                  | Greg Ellis               |                  |
| Gyula herceg (Prince Gyula)                 | Greg Ellis               | Kossuth Gábor    |
| Simons                                      | Nicholas Guest           | Fazekas István   |
| Pyke szerelő-magiszter                      | Kevin Michael Richardson | Galbenisz Tomasz |
| Kwarrel / Harcos                            | Kevin Michael Richardson |                  |
| Őrszem                                      | Dee Bradley Baker        |                  |
| Barry                                       | Dee Bradley Baker        |                  |
| Harvey Hackett, Kevin mostohaapja           | Dee Bradley Baker        | Megyeri János    |
| 775-ös rab                                  | Dee Bradley Baker        |                  |
| Rich, tag a Láng őrzőinek körében           | Dee Bradley Baker        |                  |
| Böffencset/Hányást eljátszó idegen színész  | Dee Bradley Baker        |                  |
| Észlényt eljátszó idegen színész            | Dee Bradley Baker        |                  |
| Pengét eljátszó idegen színész              | Dee Bradley Baker        |                  |
| 13-as nyomozó                               | Dee Bradley Baker        | Kárpáti Levente  |
| Lehetetlen, Animo fő sárkányembere          | Dee Bradley Baker        |                  |
| Ignaceous                                   | Dee Bradley Baker        | Faragó András    |
| Vreedle papa                                | Jeff Bennett             | Orosz István     |
| Labrid szerelő-magiszter                    | Jeff Bennett             | Beregi Péter     |
| Vezérőrnagy                                 | Jeff Bennett             | Orosz István     |
| Haplor, arachnichimp                        | Jeff Bennett             |                  |
| Hugh, Óriásszaruszt eljátszó idegen színész | Jeff Bennett             |                  |
| Bellicius, X-lény lelke                     | Jeff Bennett             | Bordás János     |
| Serena, X-lény lelke                        | Tara Strong              |                  |
| Ben Tennyson tízévesen                      | Tara Strong              | Markovics Tamás  |
| Morg, börtöntiszt a Null űrben              | Xander Berkeley          | Szinovál Gyula   |
| Trukk, rab a Null űrben                     | Xander Berkeley          |                  |
| Alan Albright                               | Zeno Robinson            | Bódy Gergely     |
| Hasító                                      | Powers Boothe            |                  |
| Baz-l                                       | Rob Paulsen              | Koncz István     |
| Patelliday szerelő-magiszter                | Rob Paulsen              |                  |
| Fritz                                       | Juliet Landau            |                  |
| Florence                                    | Juliet Landau            |                  |
| Xarion király (King Xarion)                 | Peter Stormare           | Orosz István     |
| Sunny, Gwen és Ben unokatestvére            | Ashley Johnson           |                  |
| Mrs. Rozum, az ezredes felesége             | Ashley Johnson           |                  |
| Antonio, Sunny barátja                      | Jason Marsden            |                  |
| Max Tennyson fiatalon                       | Jason Marsden            |                  |
| Victor Valadis                              | Brian George             | Imre István      |
| Ben 10,000                                  | Sean Donnellan           | Bácskai János    |
| Eon                                         | Sean Donnellan           | Csuha Lajos      |
| Simaképű                                    | Charlie Schletter        | Moser Károly     |
| Brannigan                                   | James Arnold Taylor      | Vári Attila      |
| Kolar, rab a Nulla űrben                    | Seder Gábor              |                  |
| Fridge, Nagyfagyot eljátszó idegen színész  |                          |                  |
| Vilgaxot eljátszó idegen színész            |                          |                  |
| Hulka szerelő-magiszter                     | Miguel Ferrer            | Faragó András    |
| Emily, Gwen legjobb barátnője               | Olivia Hack              |                  |
| Max kiképző ezredese                        | Paul Eiding              | Csuha Lajos      |
| Simian                                      | Diedrich Bader           | Renácz Zoltán    |
| Mizaru, arachnochimp maffiavezér            | John Polito              | Szinovál Gyula   |
| Ignatius Baumann                            | Richard Doyle            | Orosz István     |
| Pierce Wheels / Kerék Fullánk               | Adam Wylie               |                  |
| Erin, tag a Láng őrzőinek körében           | Vyvan Pham               |                  |
| Ishiyama                                    | Keone Young              |                  |
| Mr. Yamomoto, Julie édesapja                | Keone Young              |                  |
| Dr. Borges, pszichiáter                     | Yeni Álvarez             |                  |
| Vreedle mama                                | Diane Delano             | Ullmann Mónika   |
| Locke szövetségi ügynök                     | Vicki Lewis              | Madarász Éva     |
| Bryson szövetségi ügynök                    | Bill Mumy                | Szűcs Péter Pál  |
| Zennith, Azmuth exbarátnője                 | Tress MacNeille          |                  |
| Hex                                         | Khary Payton             | Imre István      |
| Dr. Randolph Pervis                         | Danny Jacobs             |                  |
| Maureen Nocturne, Jennifer édesanyja        | Marianne Muellerleile    | Némedi Mari      |
| Bellwood seriffje                           | Dwight Schultz           |                  |

## Videojátékok
Mint minden Ben 10 sorozatnak így az Ultimate Aliennek is elkészült játék adaptációja, a Ben 10 Ultimate Alien: Cosmic Destruction, ami Xbox 360, PlayStation 2, Nintendo DS, PSP, Wii és PS3 konzolokra jött ki. 2011. harmadik negyedévében bejelentett a Ben 10: Galactic Racing játék elkészítését, amit Xbox 360, Nintendo DS, Nintendo 3DS, Wii és PS3 konzolokra jött ki.